# Lascana
Lascana (Eigenschreibweise: LASCANA) ist ein 2002 als Marke und 2006 als Unternehmen gegründeter, international tätiger Hersteller und Einzelhändler von Lingerie, Nachtwäsche, Bademode, Strandbekleidung, Sportbekleidung, Damenmode sowie Schuhen und Accessoires. Das Unternehmen gehört zur Otto Group und hat seinen Hauptsitz in Hamburg.

## Geschichte
Jens Fehnders wurde 1997 Chefeinkäufer bei Otto für Wäsche und Bademode. Mit einem Team entwickelte er Lascana als höherwertige Eigenmarke für Damenwäsche, die ab 2002 über den Katalog- und Onlinehandel von Otto vertrieben wurde. Seit 2005 umfasst die Marke auch Bademoden.
Laut Fehnders war Lascana die erfolgreichste Eigenmarke des Otto-Konzerns. 2006 wurde aus der Marke Lascana unter der Leitung von Fehnders das Unternehmen Lascana gegründet. Im September des gleichen Jahres eröffneten die ersten Lascana-Geschäfte, einmal als Concession in einem Kaufhaus in Baden-Baden und als eigenständiger Laden im Hamburger Alstertal-Einkaufszentrum.
Seit 2008 betreibt Lascana einen eigenen deutschen Onlineshop, gibt eigene Printkataloge für Wäsche- und Bademode heraus und vertreibt seine Produkte über den Großhandel. 2009 begann Lascana zusätzlich mit der Bewirtschaftung von Shop-in-Shop-Verkaufsflächen in Kauf- und Modehäusern in Deutschland und Europa. Mittlerweile betreibt das Unternehmen rund 1.200 Verkaufspunkte im Handel (Shop-in-Shop und Wholesale-Flächen).
2013 trat Lascana in den US-amerikanischen Markt ein, dessen Umsatz im Geschäftsjahr 2020/21 über 60 Millionen Dollar betrug. Damit sind die USA der zweitgrößte Markt nach Deutschland.
Seit 2015 betreibt Lascana, u. a. in gemeinsamer Kooperation mit dem Konzerntochterunternehmen bonprix und dem Fashion-Onlineshop ABOUT YOU diverse Onlineshops in Europa, z. B. in Österreich, der Schweiz, Großbritannien, Tschechien, Ungarn und der Slowakei, seit 2017 in den Niederlanden und in den USA. 2021 folgte der Markteintritt in Frankreich.
2015 erreichte Lascana erstmalig einen dreistelligen Umsatz von 120 Millionen Euro, der ein Jahr später auf 171 Millionen Euro stieg.
Seit März 2015 kooperiert Lascana mit Influencern. Frühere Kampagnengesichter waren unter anderem Sara Nuru, Jana Ina Zarrella, Erin Heatherton, Ann-Kathrin Brömmel, Kenya Kinski-Jones, Hana Nitsche,  sowie Angelina Kirsch. Die erste große internationale Kooperation folgte im April 2018 mit Alessandra Ambrósio, einem der ehemaligen Models der Victoria’s-Secret-Show. Seit 2022 präsentiert Lascana die bekannte TV-Moderatorin Victoria Swarovski als Markenbotschafterin. 
Im August 2020 erweiterte die Lascana GmbH seine Geschäftsführung. Neben dem Gründer und langjährigen Geschäftsführer Jens Fehnders sind seither Olaf Koopmann sowie Marco Kebbe als Geschäftsführer tätig.
2020/21 betrug der Umsatz 358 Millionen Euro, der sich somit innerhalb von vier Jahren von 171 Millionen Euro auf 358 Millionen Euro verdoppelt hat. Grund dafür war, trotz coronabedingten Umsatzeinbußen in den Shops, die gestiegene Zahl der Online-Kunden weltweit. 20 Jahre nach der Gründung konnte Lascana im Geschäfts- und Jubiläumsjahr 2022/23 einen neuen Umsatzrekord von 515 Millionen Euro erzielen. U.a. verzeichneten die stationären Flächen ein Plus von 45 % zum Vorjahr.
Im Januar 2021 präsentierte Lascana seine Kollektionen auf der About You Re-Fashion Week zum ersten Mal online. Im gleichen Jahr lancierte Lascana unter dem Motto „We are not different. We are unique“ während des Pride Months eine Kampagne für mehr Toleranz und Vielfalt. Im September 2021 wurde während der ABOUT YOU Fashion Week in Berlin die erste Nachhaltigkeitskollektion des Unternehmens eingeführt.
Im Frühsommer 2023 führte Lascana das auf eine jüngere Zielgruppe ausgerichtete Sublabel Lscn ein.
Im Juni 2023 eröffnete Lascana seinen ersten Fashion Store in der Kölner Innenstadt (Hohe Straße 90). Mit rund 500 Quadratmetern auf zwei Etagen ist der Lascana Fashion Store das größte stationäre Geschäft des Unternehmens.

## Geschäftstätigkeit
Eigen- und Lizenzmarken werden über eigene Verkaufsfilialen, Shop-in-Shop-Flächen, Onlineshops, Versandkataloge und über den Großhandel vertrieben. Lascana zählt zu den wichtigsten Multi-Channel-Anbietern im deutschen Textil-Einzelhandel.

### Marken
Die Dachmarke Lascana – It’s a woman’s world umfasst ein jahreszeitenübergreifendes Wäsche-, Lingerie-, Nachtwäsche-, Sportwäsche- und Sportbekleidungs-, Bade- und Strandmoden-Sortiment für Frauen mit Eigen- und Lizenzmarken. Darüber hinaus gehören Accessoires, Bekleidung und Schuhe ebenfalls zum Sortiment. In den Bereichen Wäsche, Nachtwäsche und Bademode führt das Unternehmen zudem auch Lizenzmarken für Männer.
In Lizenz produziert und vertreibt Lascana unter anderem die Marken s.Oliver, Bench, Venice Beach, Bruno Banani, Sunseeker, Kangaroos und Buffalo.

### Verkaufsstätten
Lascana betreibt einen Multi-Channel-Vertrieb, zu dem die Lascana Stores, Shop-in-Shop- und Wholesale-Flächen, das internationale Onlinegeschäft sowie das Plattform- und Marktplatzgeschäft gehören.
Lascana führt in Deutschland 23 eigene Filialgeschäfte sowie ein Outlet. Deutschland- und europaweit gibt es (Stand Januar 2024) über 1200 von Lascana gestaltete und bewirtschaftete Shop-in-Shop-Verkaufsstellen sowie Wholesale-Flächen in Kauf- und Modehäusern wie Galeria, Wöhrl, SinnLeffers oder Dodenhof.
Über den Großhandel werden die Produkte des Unternehmens in den USA, in Großbritannien, Frankreich, Portugal, Italien, Belgien, den Niederlanden, Norwegen, Polen und Schweden vertrieben. Onlineshops betreibt Lascana in Deutschland, Österreich, der Schweiz, Großbritannien, Tschechien, Ungarn, der Slowakei, den Niederlanden und in den USA.